# 秋本吉徳
秋本 吉徳（あきもと よしのり、1947年 - 2022年4月21日）は、日本の国文学者。清泉女子大学名誉教授。元駿台予備学校古文科講師。元東大進学塾エミール古文科講師。

## 来歴
- 奈良女子大学文学部附属高等学校卒業。
- 京都大学工学部建築学科中退。
- 静岡大学人文学部国文学科卒業。
- 東京大学大学院人文社会系研究科国語国文学専攻修士課程修了。
- 東京大学大学院人文社会系研究科国語国文学専攻博士課程単位取得満期退学。
- 清泉女子大学文学部日本語日本文学科教授。

## 人物
- 大学では上代文学を担当していた。研究専攻は風土記、万葉集、古事記。日本芸能史の研究も行っていた。清泉女子大学では、2016年度後期「優秀授業実践賞（ティーチングアワード）」を受賞した[2]。
- 駿台予備校では、古文担当講師として1980年代から人気を博していた。

## 編著書
- （斎部広成・伴信友・安田尚道） 『古語拾遺』（現代思潮社（新撰日本古典文庫 4） 、 1976年）
- 『風土記 全訳注（一） 常陸国風土記』（講談社学術文庫、 1979年）
  - 『常陸国風土記 全訳注』（講談社学術文庫、2001年） ISBN 4061595180
- （久松潜一 監修）『賀茂真淵全集 第26巻』（続群書類従完成会、 1981年）
- 『出雲国風土記諸本集』（編）（勉誠社、1984年）
- 『播磨国風土記 全訳注』（講談社学術文庫、2024年）、鉄野昌弘 補訂解説

## 寄稿
- 「古文を自分のものにする学習法」 宮崎尊 『モリモリ勇気の出る受験勉強の集中講義』 （草思社、1990年、pp.168-175.）
- 「広場（エッセイ）」 『駿台フォーラム』第15号
- 「大学と高校のはざまで」 特集「教育変革と新しい予備校像」 『駿台フォーラム』第19号